# Vessiolyïe oulybki
Albums de t.A.T.u.
The Best
(2006) Waste Management
(2009)
Vessiolyïe oulybki est le troisième album russe du groupe t.A.T.u..

## Liste des chansons
1. Intro - 03:09
2. Bely plachtchik - 03:14
3. You and I - 03:16
4. Snegopady - 03:15
5. 220 - 03:07
6. Marsianskie glaza - 03:10
7. Tchelovetchki - 03:27
8. Vessiolyïe oulybki - 02:05
9. Running Blind - 03:40
10. Fly on the Wall - 03:59
11. Vremia louny - 03:23
12. Ne jaleï - 03:06